# Simulateur de vol

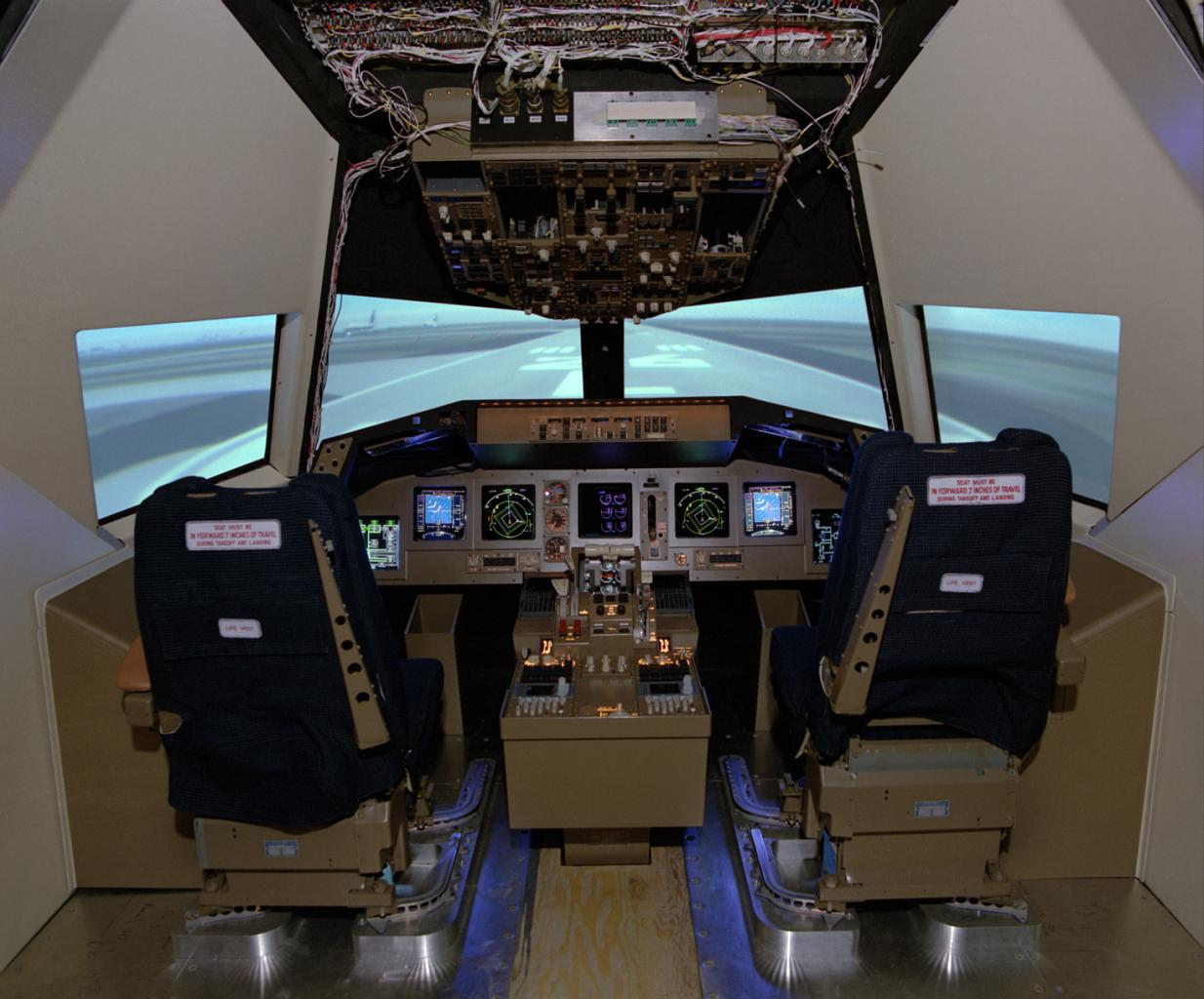
Poste de pilotage expérimental d'un simulateur NASA

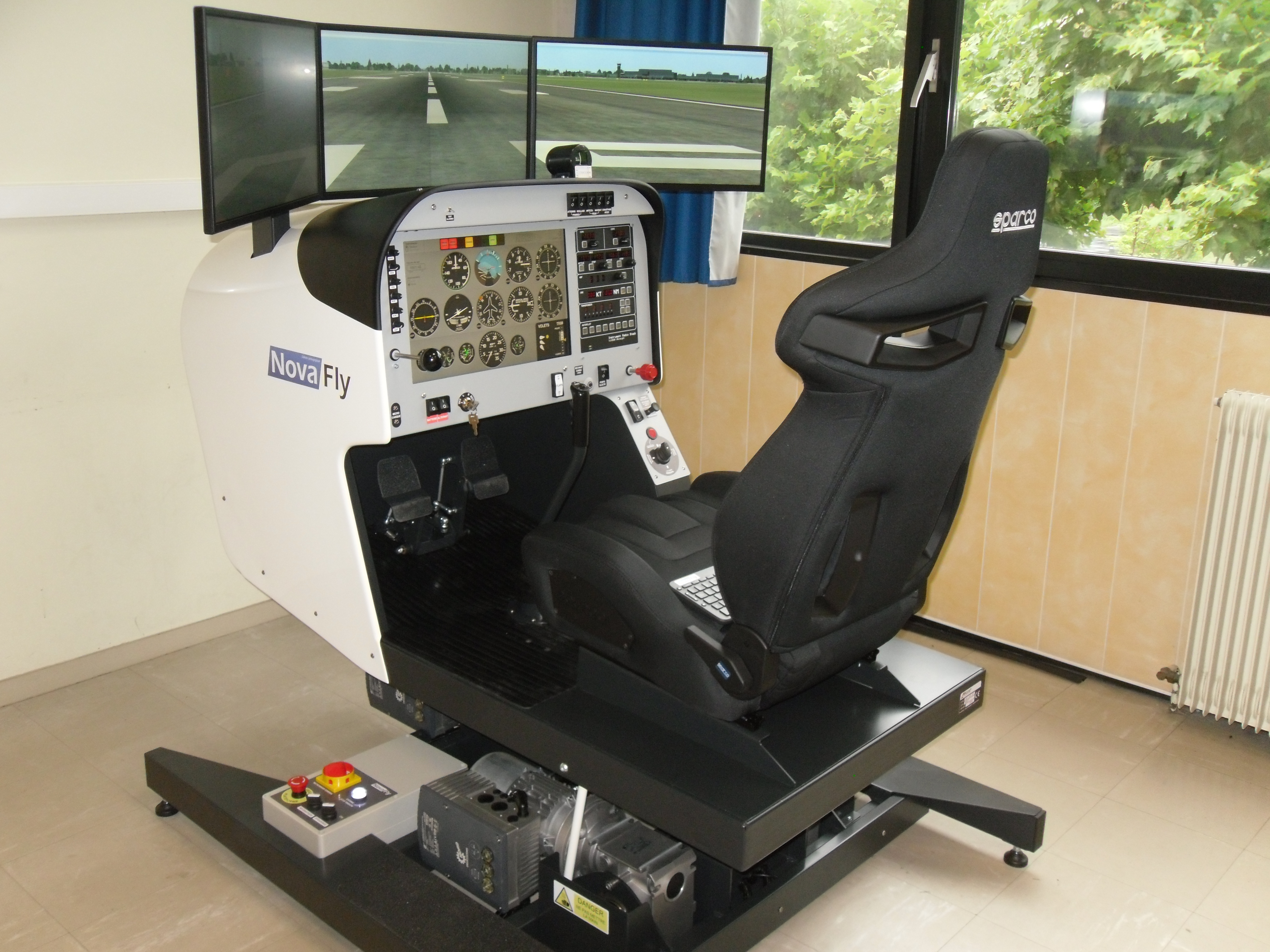
Simulateur dynamique monoplace.

Un simulateur de vol est une application au domaine de l'aéronautique, du pilotage des aéronefs en particulier, des techniques de simulation de phénomènes physiques.
Les simulateurs de vol du XXIe siècle sont numériques : les données en provenance de l'interface pilote-aéronef (les commandes de vol) sont transmises à un ordinateur qui calcule les sorties (indications des instruments de bord, environnement visuel, etc.). Les simulateurs de vol étaient analogiques jusqu'à la fin des années 1970-1980.
Un simulateur de vol peut être utilisé pour :
- le développement d'aéronefs nouveaux ;
- l'entraînement des équipages aux fonctions de bord : pilotage, navigation ;
- l'enquête suivant un accident ;
- être intégré dans un simulateur plus complexe tel qu'un simulateur de combat aérien, etc.

Les simulateurs de vol sont aussi devenus des jeux vidéo très prisés, surtout les jeux de simulation de combat aérien.
Un simulateur de vol est composé de trois parties principales : les dispositifs d'entrée des données, le modèle de vol et les dispositifs de restitution de l'environnement. Le modèle de vol représente les équations aérodynamiques et les paramètres de l'aéronef : les simulateurs professionnels utilisent des données réelles qui sont souvent protégées par le secret de défense ou le secret industriel et indisponibles pour les jeux vidéo. L'entrée des données est réalisée à partir des commandes réelles dans un simulateur professionnel ; les commandes sont remplacées par un joystick et le clavier dans les jeux. Enfin, les simulateurs professionnels restituent l'environnement grâce à une planche de bord réelle et des écrans multiples alors que les jeux n'utilisent, le plus souvent, qu'un écran unique.

## Histoire

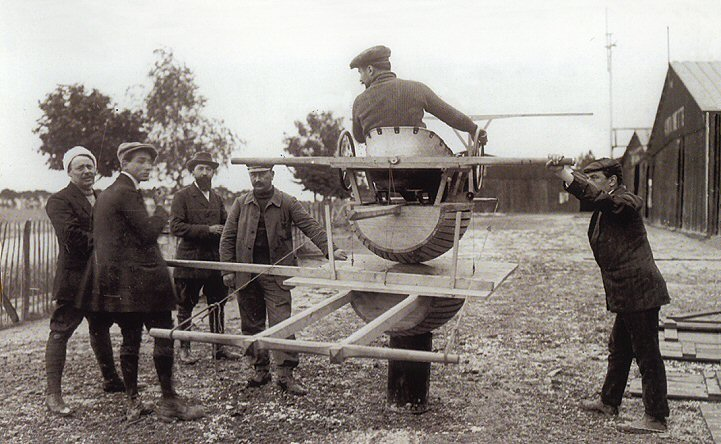
Le tonneau Antoinette

### Les pionniers
La difficulté et les risques du pilotage suscitent très tôt l'usage des « entraîneurs » : des simulateurs très simplifiés. Avec ces derniers, l'apprenti pilote répétait par des commandes fictives sans effet, les manœuvres de base. Dès les débuts de l'aviation des machines tentent de restituer les effets aérodynamiques des commandes, au moyen d'un avion simplifié fixé au sol et placé dans le lit du vent. L'un des premiers entraîneurs connu est le « tonneau Antoinette » construit en France en plusieurs exemplaires par la société de Léon Levavasseur dès 1910. Il comportait un poste de pilotage monté sur rotule et actionné manuellement en lacet, en roulis et en tangage.

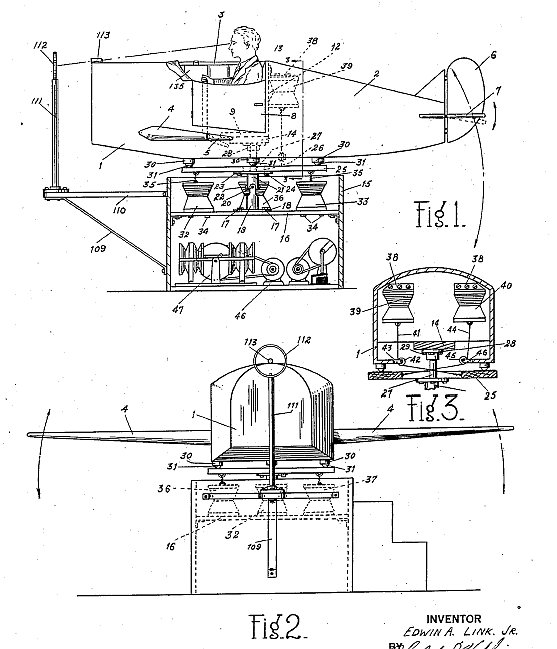
Le brevet d'Edwin Link.

Le premier simulateur de vol est vraisemblablement le système mis au point aux États-Unis par le fabricant d'orgues Edwin Link (en) en 1929, connu sous le nom de « Link Trainer » ou « Blue Box ». Link (26 juillet 1904-7 septembre 1981) est un pionnier en aviation, en archéologie sous-marine et en submersibles. Il a déposé plus de vingt-sept brevets, surtout dans l'aéronautique. Le Link Trainer comportait une cabine posée sur un mouvement électro-pneumatique dont les positions répondaient aux commandes du pilote. Un chariot équipé d'un stylet reproduisait sur table traçante le trajet virtuel de l'avion et l'instructeur pouvait donner des ordres à l'élève à l'aide d'un microphone. Ce simulateur, très utilisé lors de la Seconde Guerre mondiale essentiellement pour l'apprentissage du vol aux instruments, connut diverses évolutions jusque dans les années 1960.

### L'approche scientifique
La mise en œuvre de modèles de vol sur calculateurs, analogiques d'abord dès les années 1950 puis numériques, a donné aux simulateurs la possibilité de représenter plus fidèlement le comportement d'un aéronef en vol.
Le grand projet Whirlwind du Massachusetts Institute of Technology en 1946 fut de concevoir et mettre au point un calculateur numérique en temps réel nécessaire à un simulateur de vol militaire.
Outre la puissance de calcul souvent insuffisante, la restitution visuelle des premiers simulateurs, limitée aux phases de décollage et d'atterrissage, n'était rendue que par le déplacement d'une caméra vidéo survolant mécaniquement une maquette réelle de terrain de grande dimension. Plus tard, au milieu des années 1970, apparaissent des images de synthèse encore très schématiques (avec des moniteurs dits à « balayage cavalier ») qui permettaient le rendu ponctuel précis des feux de piste, de nuit. Au début des années 1980, la représentation en trois dimensions de surfaces avec ombrage de Gouraud offre une allure plus réaliste. Il faut attendre les années 1990 pour voir dans les simulateurs des graphismes en images de synthèse 3D texturées.
Avec les années, les simulateurs de vol ont nettement évolué grâce à l’électronique et à la visualisation en trois dimensions.

## Constitution d'un simulateur de vol
Un simulateur de vol comporte deux éléments essentiels : un calculateur numérique et un « ensemble matériel » permettant au pilote d'interagir avec l’aéronef simulé :
- Périphériques d'entrée : manche à balai, palonnier, manette des gaz, et les différents éléments du tableau de bord. À défaut de ces éléments, le clavier et la souris peuvent être utilisés. Un microphone est souvent préférable pour simuler les interactions avec la tour de contrôle, avec les coéquipiers et avec d'autres aéronefs.
- Périphériques de sortie : affichage du paysage et des éléments du tableau de bord, production du son de l'appareil et de l'environnement extérieur, casque audio discuter avec la tour de contrôle, avec les coéquipiers et avec autres aéronefs. Le retour de force des différentes commandes et rotation du siège et de la cabine procure des sensations physiques liées au vol.

Le simulateur de vol est un système qui permet de recréer le plus fidèlement possible le fonctionnement d’un avion ainsi que les difficultés et les sensations éprouvées lors d’un vol. La réalisation d'un simulateur intègre tous les comportements physiques et techniques d’un avion par rapport à son environnement.

### Commandes
Les commandes mises à la disposition du pilote sont aussi similaires que possibles à celles de l'aéronef réel, voire : identiques. Certains simulateurs sont même construits en utilisant des éléments réels, comme une cabine découpée dans un prototype ou une maquette.
Les instructeurs disposent de commandes supplémentaires permettant de faire varier les paramètres du vol.

### Modèle
L'aéronef est représenté par un modèle numérique, utilisant les équations de l'aérodynamique. À partir d'un état donné, l'ordinateur calcule :
- la position dans l'espace : coordonnées par rapport au sol et altitude approximative par rapport au niveau de la mer ;
- la direction : orientation de l'avion, déplacement de l'avion (pouvant être en « dérapage » ou « dérive ») ;
- l'orientation de l'avion, le vecteur spatial de déplacement : orientation de l'avion et déplacement par rapport au sol, taux de montée, etc. ;
- d'autres éléments liés à l'avion : paramètres des moteurs, voilure, caractéristiques des éléments de gouverne, masse de l'avion à vide et en fonction de ce qu'il transporte, etc.

Ces variables sont calculées avec une période typiquement de l'ordre du dixième de seconde pour des avions à évolutions ordinaires. Il peut être nécessaire de raccourcir cette période pour les avions tels que les chasseurs ou des intercepteurs qui effectuent des manœuvres brutales. Le calculateur doit être capable d'effectuer tous ces calculs dans un temps inférieur à celui de la période de référence : il travaille en « temps réel ».
Les calculateurs capables de réaliser les fonctions ci-dessus existent depuis les années 1970.

### Restitution de l'environnement
C'est la partie la plus difficile à réaliser. Elle est la plus gourmande en capacité mémoire et en puissance de calcul. Il s'agit de reconstituer le plus fidèlement possible tout ou partie de ce que ressent le pilote :
- Visuel : affichage des instruments de bord (indispensable), vue du sol (indispensable pour les phases de décollage et d'atterrissage, moins utile pour le vol aux instruments), environnement (jour, nuit, intempéries), ainsi que les pertes des facultés visuelles dues aux influx de sang générés par la pression lors des phases de rotation, ou encore l'éblouissement par le soleil.
- Procédés de restitution visuelle
  - projection : un écran est placé en face du cockpit et une vue de l’extérieur de l'aéronef y est projetée. Ce système est aussi utilisé pour les simulateurs de combat aérien et nécessite un écran sphérique à 360°.
  - système collimaté : la restitution visuelle de l'environnement est faite en utilisant des moniteurs dont l'image est vue par l'intermédiaire d'un miroir sphérique. L'image de la scène nécessite alors une accommodation proche de celle nécessaire en réalité.
  - casque.
- Physique : les impressions physiques ressenties par le pilote sont liés à l'assiette de l'aéronef, aux accélérations (centripète en particulier), aux efforts sur les commandes.

- Procédés de restitution physique

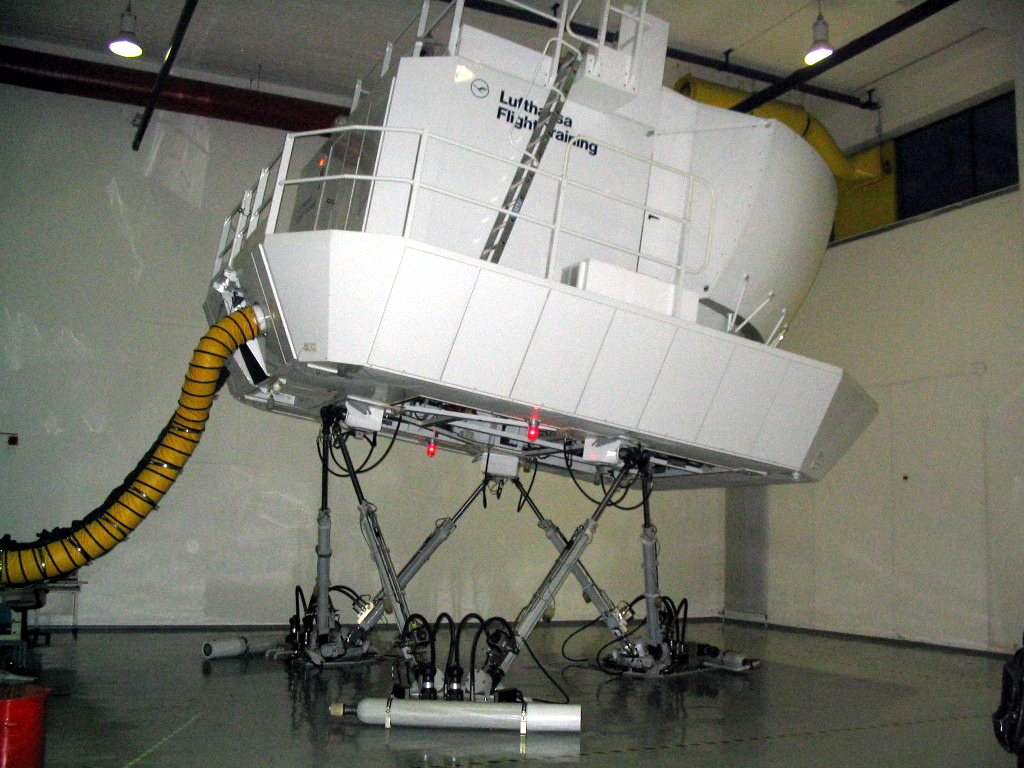
Simulateur civil avec plateforme mobile à 6 degrés de liberté

  - Contrairement à une idée reçue, la plateforme mobile ne sert pas à simuler l'attitude de l'aéronef ; elle crée artificiellement des composantes de la pesanteur pour induire différentes directions d'accélérations ressenties par le pilote durant le pilotage[pas clair] : d'où la notion de facteur d'échelle[évasif] car l'accélération restituée n'est qu'un pourcentage de l'accélération effective en situation réelle.
  - Compte tenu des limites (course et vitesse) que présentent les actionneurs d'une plate-forme mobile (par exemple hexapode à 6 degrés de liberté), les caractéristiques du système vestibulaire humain sont exploitées pour donner au pilote l’illusion de se mouvoir dans un espace infini. D'autres systèmes comme des combinaisons ou des coussins gonflables simulent les sensations d'écrasement.
  - Les efforts aux commandes (manche et palonnier) sont restitués grâce à des moteurs et à des freins.
- Audition : restitution des bruits d'environnement.

Les calculateurs capables de réaliser ces fonctions doivent disposer :
- d'une quantité de mémoire de stockage importante pour conserver les données relatives au terrain survolé. La quantité de données est directement proportionnelle à la surface numérisée. Le facteur principal est lié à l'altitude : le niveau de détail nécessaire est bien plus important en vol à très basse altitude ou autour d'un aéroport que pour la partie en vol de croisière à haute altitude.
- d'une capacité de calcul très élevée pour pouvoir élaborer une vue du sol à partir de la base de données de terrain. Le réalisme nécessite de nombreux calculs : vue du sol, vue des infrastructures, éclairages (soleil, lune, artificielles, ombres, ombres portées), nuages, brume, pluie.

## Les différents simulateurs de vol

### Simulateurs de vol professionnels
Ils sont utilisés soit pour les études, soit pour l'entraînement. Leur constitution dépend de leur utilisation.

#### Simulateurs d'études
Ils servent d'outil de prototypage aux différents stades du développement d'un nouvel avion.
Pour un même avion, il est souvent nécessaire de développer plusieurs simulateurs. Par exemple :
- pour l'évaluation du concept et pour le dimensionnement : le simulateur sera réduit à un cockpit à base fixe et où certains sous-systèmes seront non fonctionnels ;
- pour la mise au point des calculateurs de bord : simulateur fréquemment à base fixe sans visuel extérieur élaboré ;
- pour la préparation au premier vol : simulateur d'intégration avec mouvement et visuel extérieur où tous les systèmes sont représentés. C'est ce simulateur qui, une fois calibré selon l'avion réel, sert de référence pour les simulateurs d'entraînement à ce modèle d'avion.

Le simulateur sert également d'outil d'études des comportements des pilotes, de l'ergonomie ou plus généralement pour l'étude des facteurs humains.

#### Simulateurs de vol d'entraînement
Le simulateur n'est pas seulement utilisé pour l'apprentissage du pilotage. Il permet des entraînements spécifiques destinés à des pilotes :
- l'objectif principal est pour l'élève d'acquérir la connaissance d'un nouvel avion, des procédures strictes à suivre dans telle ou telle phase du vol et de vérifier la connaissance des consignes en cas de difficultés. Derrière le simulateur, l'instructeur assure une fonction cruciale.
- ces simulateurs sont classés en diverses catégories selon le type de formations qu'ils visent (Phase I, II ou III). Pour que la formation suivie en simulateur soit validée, le simulateur doit être « certifié », par exemple par la DGAC en France ou par la FAA aux États-Unis.
- ces simulateurs sont généralement implantés dans des centres de formation ou dans les compagnies aériennes pour les avions civils.
- il existe des simulateurs d'entraînement destinés à des pilotes militaires déjà confirmés. Par exemple, des pilotes de l'Armée de l'air française expérimentés en Mirage 2000 ou pour d'autres appareils de première ligne de combat, se forment au cours des années 2000 à piloter de nouveaux appareils, tels que le Rafale. Pour cela fut mis au point un simulateur propre au Rafale. Ce type de dispositif de simulation est proprement nommé un simulateur de vol de combat, différent des jeux vidéo de même nom.
- Dans certains simulateurs, les instructeurs peuvent:
  - savoir ce que fait l'élève via l'affichage de leurs ordinateurs. Ce dernier reproduit l'état des boutons, du manche à balai. Par exemple, ils peuvent mesurer le temps de réaction à un événement.
  - préparer des leçons automatisées ; permettant de constater ce que l'élève assimile correctement, ou pas.
  - avoir une "caméra" qui permet de voir la situation générale depuis n'importe quel endroit.
  - enregistrer et analyser (éventuellement en accéléré) ce qui s'est passé pendant l'exercice.
  - déclencher des pannes, majeures ou mineures
  - dans certains simulateurs, une caméra filme l'élève.
  - écouter ce que disent les élèves.
  - parler aux élèves à tout moment.

#### Enquête liée à un accident
Les enquêteurs cherchent à reconstituer l'enchaînement des faits ayant conduit à un accident grâce aux enregistrements des boîtes noires. Le simulateur permet l'approche qualitative de la situation à laquelle l'équipage s'est trouvé confronté pour en tirer des enseignements pour l'amélioration éventuelle des interfaces ou des procédures.

### Simulateurs de vols amateurs

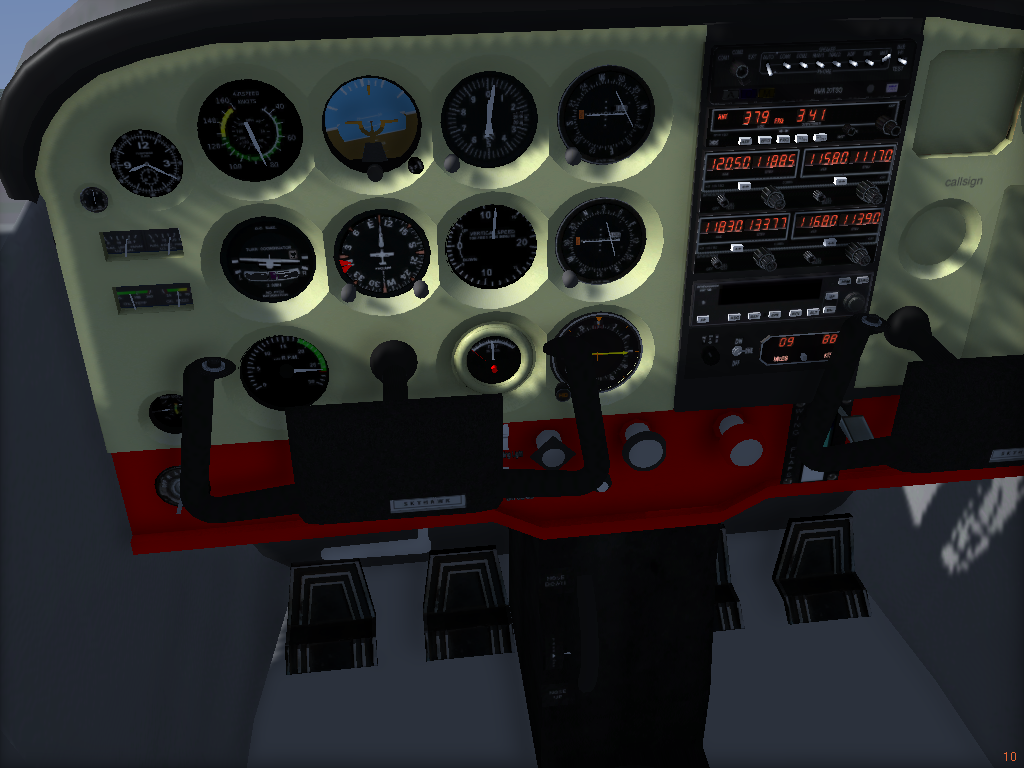
FlightGear, simulant l'intérieur d'un cockpit d'un C-172.

Les simulateurs de vol ont été parmi les premiers types de logiciels de simulation développés pour les ordinateurs individuels. Le simulateur de SubLogic imaginé par Bruce Artwick est connu pour les fonctionnalités qu'il obtenait de machines à 8 bits.
Le type populaire de simulateur de vol pour ordinateur personnel est le simulateur de vol de combat (à ne pas confondre avec les simulateurs d'entraînement militaires mentionnés plus haut), comprenant des séries telles que Falcon 4.0 (1998), IL-2 Sturmovik (2001), Lock On (2003), ou Digital Combat Simulator (2008).
Au début des années 2000, les simulateurs de vol grand public, conçus principalement pour se divertir, deviennent si réalistes qu'après les attentats du 11 septembre 2001, quelques journalistes et experts ont spéculé sur le fait qu’il était possible pour les pirates de l'air d’avoir acquis assez de connaissance dans le maniement d’un avion de ligne en utilisant Microsoft Flight Simulator. Réfutant de telles critiques, Microsoft retarda la sortie de la version 2002 de son simulateur pour supprimer le World Trade Center dans la carte de New York et pour rectifier les anciennes versions de la simulation en fournissant un patch.
Lorsque ces simulateurs sont « ouverts » pour permettre d'ajouter ses propres créations, beaucoup d'utilisateurs deviennent « créateur d'avion » en réalisant, à l'aide de logiciels de modélisation 3D, des modèles d'avions militaires ou d'avions de ligne. D'autres créent des versions personnelles et virtuelles reproduisant des avions de ligne, ou même des décorations virtuelles de compagnies fictives comme « Virtual Delta », « Mexicana de Aviacion Virtual », « Virtual Aeroflot », « Viasa Virtual », et d’autres, accessibles en ligne.
Hors du pilotage virtuel, des utilisateurs découvrent le « trafic aérien en ligne », lorsque les pilotes et des contrôleurs du trafic aérien virtuels jouent ensemble en temps réel pour simuler la circulation aérienne. Il existe plusieurs réseaux, dont les plus populaires sont IVAO et VATSIM.

#### Simulateurs pour ordinateurs personnels
Simulateurs récents (ou en activité) :
- Microsoft Flight Simulator 2020, le simulateur de vol le plus connu du grand public, développé par Microsoft depuis le début des années 1980. Pour les versions les plus anciennes, voir Flight Simulator.
- Aerofly FS, un simulateur de vol réaliste avec un moteur graphique extrêmement performant et un support natif des casques de réalité virtuelles
- X-Plane, un simulateur de vol civil réaliste pouvant être utilisé pour la formation et le seul à être certifié par la FAA
- Prepar3D, le successeur de MS Flight Simulator développé et commercialisé par Lockheed Martin à la suite du rachat du code source en 2010
- FlightGear, un simulateur de vol sous licence libre sous GPL, donc entièrement gratuit et collaboratif, avec la représentation du relief de toute la planète, la majorité des aéroports du monde, de très nombreux modèles d’aéronefs et beaucoup de ressources en général.
- Digital Combat Simulator (DCS), un simulateur réaliste et orienté combat en réseau.
- Take On Helicopters, un simulateur d'hélicoptère développé et édité par Bohemia Interactive, sorti le 27 octobre 2011 sur Windows.
- IL-2 Sturmovik: Cliffs of Dover, un simulateur de type hardcore (simulation dure), portant sur les avions de la Seconde Guerre mondiale.
- IL-2 Sturmovik: Great Battles, un simulateur portant la même marque commerciale que le précédent, ne portant pas sur les mêmes théâtres d'opérations.

Simulateurs plus anciens:
- Flight Simulator, le plus connu du grand public, commercialisé depuis 1982. Pour sa version la plus récente, voir plus haut.
- Pro Pilot, une série de simulateurs de vol sur PC édité par Sierra.
- Lock On, est un simulateur de vol de combat moderne sorti en 2003.
- Flight Unlimited, une série de simulateurs de vol sur PC
- Falcon 4.0, un simulateur de vol militaire du F-16 Fighting Falcon, dont certaines sous-versions présentent un réalisme poussé.
- Fly!, un simulateur de vol sorti en 1999 et fonctionne avec Mac OS et Windows
- Flanker 2.0, un simulateur de combat aérien développé par Eagle Dynamics et publié par SSI en 1999 sur PC
- IL-2 Sturmovik, l'un des principaux simulateurs de vol portant sur la période de la Seconde Guerre mondiale (voir plus haut ses deux successeurs plus récents).
- Tom Clancy's H.A.W.X, un jeu vidéo de combat aérien édité et développé par Ubisoft, utilisant le côté arcade[pas clair] des avions de chasse.
- CRRC Sim, simulateur ouvert (accès aux fichiers avions) tourné vers l'aéromodélisme. Il permet de piloter au moyen d'une radiocommande pour s'entraîner au pilotage radio-commandé.
- Search and Rescue, simulateur de recherche et sauvetage en hélicoptère, logiciel libre. Diverses missions de secours en mer, ou à terre.

Si ces simulateurs se focalisent sur le vol motorisé, d'autres tels Condor Soaring, Silent Wings ou CRRC Sim s'adressent au vol à voile en planeurs et mettent l'accent sur les modèles aérologiques. Le simulateur de vol de montgolfière JFlightSim abordé ce mode de vol.

#### Simulateurs pour consoles de jeu
Beaucoup plus rares sont les simulateurs de vol disponibles pour les différentes consoles de jeu. Le plus connu est Pilotwings disponible pour Super Nintendo et sa suite Pilotwings 64 pour la console Nintendo 64. En raison de la difficulté à représenter un environnement complexe et des limitations de traitement d'un tel système informatique, les simulateurs de vol pour consoles tendent à être simplistes et à restituer des sensations de pilotage de type « arcade. » Ils visent à recréer le plus fidèlement possible un vol.

#### Centres de simulation
En France, il existe plusieurs sociétés qui exploitent commercialement des simulateurs de vols pour le grand public. Le cockpit d’un avion de ligne est reproduit à l’échelle 1/1 et la majeure partie des commandes sont fonctionnelles.
En 2019, il existe plusieurs centres de simulation : 
- AviaSim, le principal, avec treize centres de simulation et trente-cinq simulateurs en France, exploite des simulateurs de vol reproduisant un Airbus A320 (ainsi que des avions de chasse et des hélicoptères),
- FlightAdventures avec un cockpit de Boeing 777 à Strasbourg,
- Skyway Simulation avec également un cockpit de Boeing 777 à Nantes,
- Flight Experience utilisant un cockpit de Boeing 737 à Paris,
- Flight Sensations à l'aérodrome de Pontoise-Cormeilles avec un Boeing 737 NG sur plateforme de mouvement.
- ICARE sur l'aérodrome de Morlaix, disposant de simulateur FFS Bombardier CRJ200/700/900 et  Airbus A320  ainsi que d'un simulateur fixe  Airbus A320.

#### Simulateurs de vol spatial

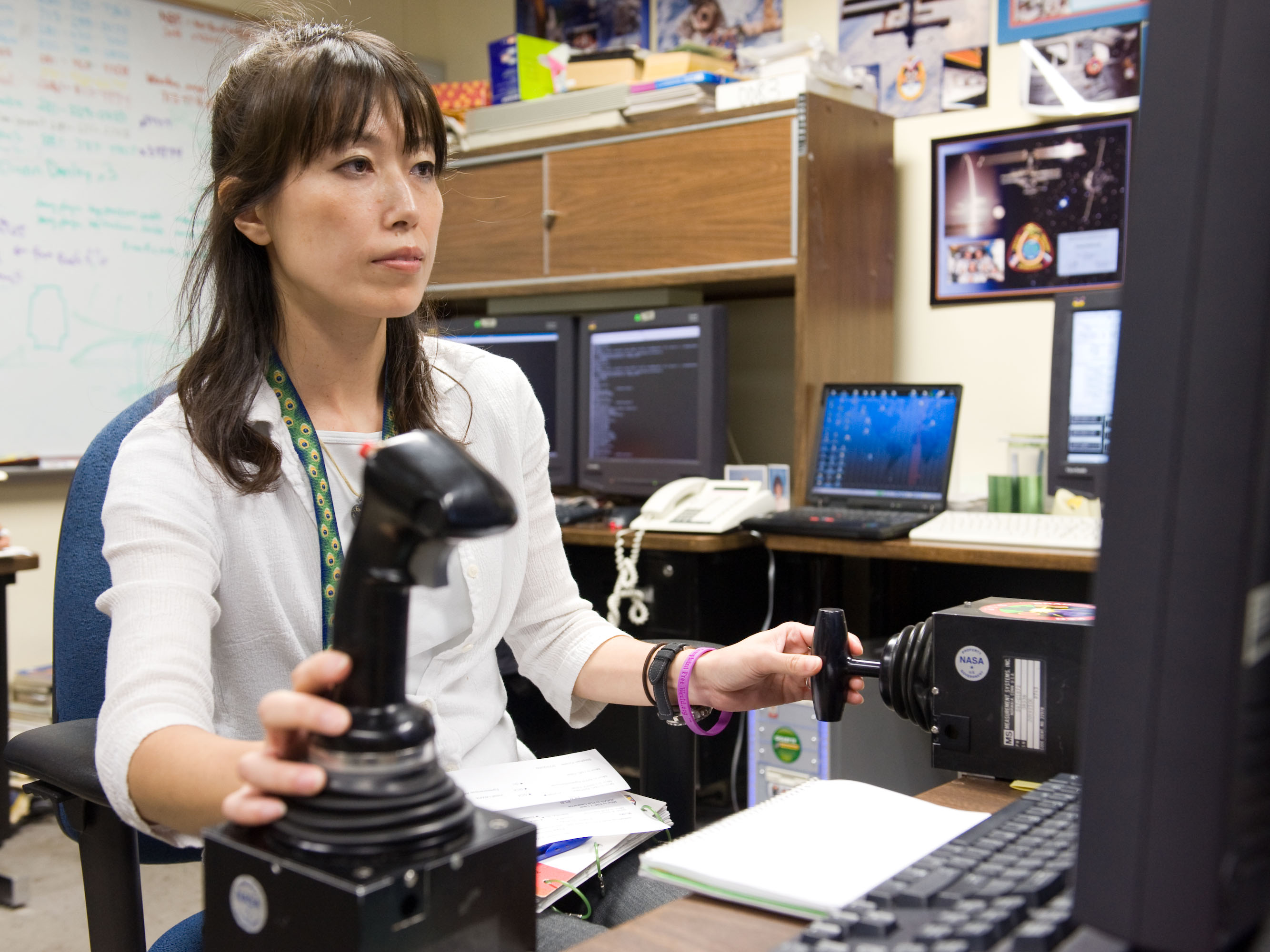
L'astronaute Naoko Yamazaki utilisant un simulateur de la NASA.

L'espace étant l'un des prolongements de l'espace aérien, les simulateurs de vol spatial peuvent être considérés comme un prolongement du genre. Ces simulateurs se rejoignent parfois, car quelques simulateurs de vol comme X-Plane comportent des extensions pour utiliser des vaisseaux spatiaux. Les simulateurs de vol spatial mettent davantage l’accent sur le réalisme du rendu de la haute atmosphère et des voyages interplanétaires.
Simulateurs de vol spatial pour ordinateurs personnels :
- Microsoft Space Simulator
- Orbiter, un gratuiciel
- Kerbal Space Program, un jeu indépendant ayant pour cadre le système planétaire fictif de Kerbol, qui est largement inspiré du système solaire. Bien qu'il s'agisse d'un simulateur de vol spatial, les proportions et les distances y sont réduites par rapport à ce dernier afin de faciliter l'expérience des joueurs. La densité des corps célestes et la force des divers champs gravitationnels y est cependant semblables : ainsi, la planète Kerbin, soit l'analogue de la Terre (et où se trouve d'ailleurs le centre de lancement utilisé par le joueur), bien que d'un rayon de 600 km (par rapport aux quelque 6 378 km de rayon équatorial terrestre) ne possède une gravité de surface supérieure que de 0,003 35 m/s2 à celle de la Terre, pour une valeur totale de 9,81 m/s2 (légèrement supérieure à 1 g) contre 9,806 65 m/s2 (1 g) dans le cas de la Terre. L'image suivante, qui présente côte-à-côte le couple Terre-Lune et les différents astres présents dans Kerbal Space Program, illustre bien les différences de proportions mentionnées plus haut.

#### «Poste de pilotage pour simulateur»
Pour une mise en situation plus proche du réel, certains amateurs n'hésitent pas à construire eux-mêmes un poste de pilotage similaire à celui d'un avion réel. Pour cela on trouve dans le commerce des panneaux complets d'instruments fonctionnels ayant l'aspect des instruments réels. L'auteur de l'un de ces projets, visant à reconstruire un Boeing 747 a mis en place un site Internet pour expliquer les étapes de la réalisation. De tels simulateurs utilisent généralement un des logiciels présenté précédemment. Ces simulateurs « privés » permettent à leur développeur d'approcher et de toucher de plus près le pilotage de simulateurs professionnels. Par exemple : le simulateur A320 de Renaud Emont, ou le simulateur VFR de Bruno Léger. Un site très didactique, SimuCockpit.fr, créé en 2003 par Claude Kieffer, expose à la fois la technique et la pratique de la construction d'un cockpit pour Flight Simulator.

### Les attractions de parcs à thèmes
Les parcs à thèmes et de loisirs ainsi que les fêtes foraines recourent pour certaines de leurs attractions à des systèmes dynamiques appelés à tort « simulateurs de vol » car fréquemment conçus avec des technologies identiques : il s'agit plutôt de cinéma dynamique.